# Філарет (Румунія)
Філарет (рум. Filaret) — село у повіті Долж в Румунії. Входить до складу комуни Джурджица.
Село розташоване на відстані 203 км на захід від Бухареста, 39 км на південний захід від Крайови.

## Населення
За даними перепису населення 2002 року у селі проживали 55 осіб, усі — румуни. Усі жителі села рідною мовою назвали румунську.